# Dzień Konstytucji Ukrainy
Dzień Konstytucji Ukrainy (ukr. День Конституції України) – ukraińskie święto państwowe obchodzone 28 czerwca od 1996. Upamiętnia ono rocznicę zatwierdzenia przez Radę Najwyższą Ukrainy Konstytucji Ukrainy w dniu 28 czerwca 1996.

## Historia
Po rozpadzie ZSRR w 1991, w niepodległej Ukrainie zmieniające skład Komisje Konstytucyjne pracowały nadal (jak w okresie radzieckim) nad nowym najwyższym aktem prawnym. Swoje propozycje zgłaszała też Rada Najwyższa i prezydent.
W tym czasie na Ukrainie obowiązywała Konstytucja Ukraińskiej Socjalistycznej Republiki Radzieckiej z 1978 Konstytucja została przyjęta przez Radę Najwyższą o godzinie 9:20 w dniu 28 czerwca 1996 po tym, jak deputowani pracowali nad projektem przez cały dzień i całą noc, pozostając bez przerw w sali obrad. Ówczesnym prezydentem był Łeonid Kuczma.
Za przyjęciem ustawy zasadniczej głosowało 315 deputowanych z wymaganych 300. Dzień Konstytucji stał się świętem państwowym na Ukrainie, ponieważ jego ustanowienie zostało zapisane w samej konstytucji (jest to jedyne święto państwowe wymienione w tym dokumencie).
Dzień Konstytucji Związku Radzieckiego (7 października) był obchodzony w Ukraińskiej SRR jako święto państwowe, jednak zmiana daty z 5 grudnia na 7 października została formalnie wprowadzona dopiero w 1981, zgodnie z decyzjami władz ZSRR dotyczącymi nowej konstytucji przyjętej w 1977.

## Opinia publiczna

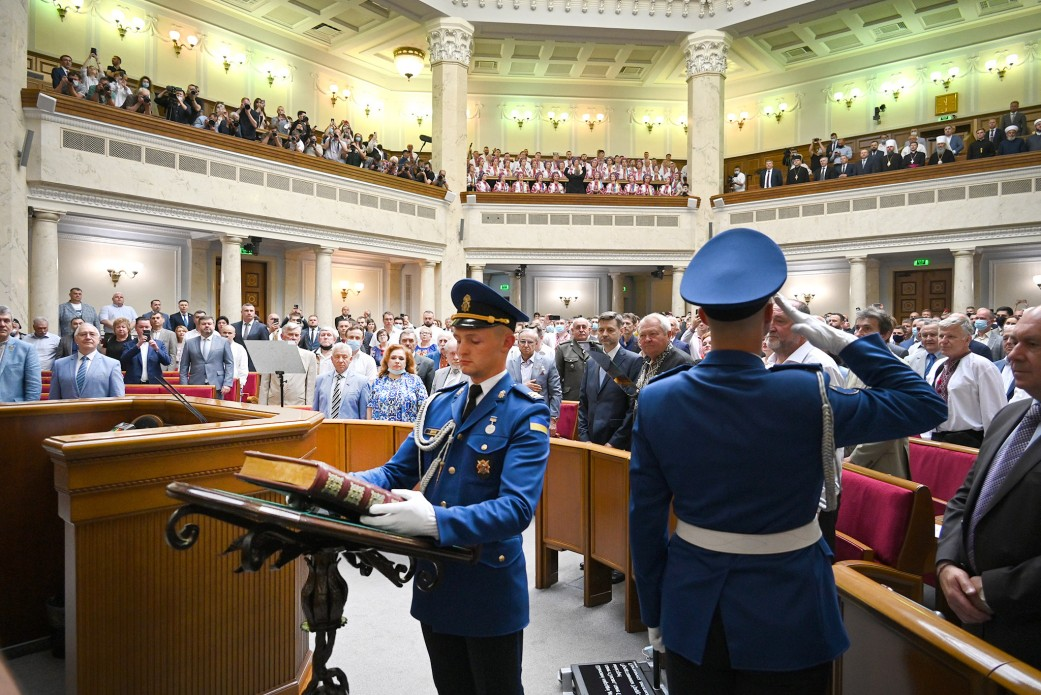
Konstytucja Ukrainy w Radzie Najwyższej Ukrainy, podczas obchodów 25-lecia podpisania Konstytucji, 28 czerwca 2021 r.

W latach 2000. większość Ukraińców nie postrzegała Dnia Konstytucji jako święta, ale jako zwykły dzień wolny od pracy; około 10% uważało, że powinien to być dzień roboczy (12% w 2008; liczba ta zmniejszyła się z 14% w 2003). Natomiast w zachodniej Ukrainie święto to znalazło się na liście najbardziej szanowanych świąt w kraju.
W 2010 popularność święta oscylowała wokół 5% według badań Kijowskiego Międzynarodowego Instytutu Socjologii (Kyiv International Institute of Sociology; KIIS).
Inwazja Rosji na Ukrainę, która rozpoczęła się 24 lutego 2022, doprowadziła do ponownej oceny tego i innych świąt państwowych na Ukrainie. Badanie przeprowadzone przez KIIS w marcu 2024 wykazało, że popularność Dnia Niepodległości Ukrainy i Dnia Obrońców i Obrończyń Ukrainy wzrosła prawie ponad dwukrotnie (z 37% do 64% i z 29% do 58%). Dzień Konstytucji nie osiągnął takich wartości, ale stał się dwukrotnie bardziej popularny, z 14% w 2021 do 29% w 2023, a w 2024 (badanie opinii publicznej przeprowadzone w lutym) 28% respondentów KIIS umieściło to święto na liście swoich „najważniejszych i ulubionych”.
Prezydent Ukrainy, Wołodymyr Zełenski, od wybuchu pełnoskalowej wojny, tego dnia wygłasza przemówienia do narodu, kierowane jednocześnie do światowej opinii publicznej.